# Casa Schreck
La Casa Schreck (Schreckin talo in finlandese) è un edificio storico della città di Tampere in Finlandia. 

## Storia
L'edificio venne eretto nel 1902 secondo il progetto di Georg Schreck per suo fratello primogenito, nonché primo sindaco di Tampere, Karl Hjalmar Schreck.

## Descrizione
Il palazzo occupa un lotto d'angolo nel quartiere di Jussinkylä, non lontano dalla cattedrale di Tampere.